# Wereldkampioenschappen bobsleeën 2008
De wereldkampioenschappen bobsleeën in 2008 werden gehouden in het Duitse Altenberg van 11 tot en met 24 februari. Het was het 58e kampioenschap en voor de 3e keer werd het gehouden in Altenberg. Net als het voorgaande jaar stonden vier onderdelen op het programma. Tegelijkertijd werden er ook de wereldkampioenschappen skeleton afgewerkt. Voor het eerst in de geschiedenis gingen alle drie bobsleetitels naar één land; Duitsland.

## Mannen

### Tweemansbob
Datum: 17 februari 2008

Dertig teams waren ingeschreven. 26 haalden de finish. Eén team was gediskwalificeerd na de eerste run. Een ander team haalde de finish van de tweede run niet en twee teams gingen niet van start na de tweede run. Tot die laatste twee hoorde Nederland-1 met Edwin van Calker en Sybren Jansma. Voor de derde keer wonnen Lange and Kuske de titel.
| Plaats | Team              | Bobbers                           | Tijd     |
| ------ | ----------------- | --------------------------------- | -------- |
| 1      | Duitsland GER-1   | André Lange Kevin Kuske           | 3.40,58  |
| 2      | Duitsland GER-2   | Thomas Florschütz Mirko Pätzold   | + 1,06 s |
| 3      | Rusland RUS-1     | Aleksandr Zoebkov Alexej Vojevoda | + 1,39 s |
| 4      | Duitsland GER-3   | Matthias Hoepfner Alex Mann       | +1,47 s  |
| 5      | Zwitserland SUI-1 | Ivo Rueegg Cédric Grand           | +1,82 s  |
| 6      | Tsjechië CZE-1    | Ivo Danilevic Jan Stoklaska       | +2,98 s  |

### Viermansbob
Datum: 24 februari 2008

Vierentwintig team gingen van start en 20 haalden de finish. De Duitsland-1 van André Lange was in elke run het snelste. Hiermee herhaalde hij zijn prestatie van 2003 toen hij op het WK zowel de tweemans- als de viermansbob won. Ditzelfde deed hij ook op de Olympische Spelen van 2006. De Nederlandse slee met Edwin van Calker, Yannick Greiner, Sybren Jansma en Arno Klaasen ging niet van start.
| Plaats | Team                   | Bobbers                                                               | Tijd    |
| ------ | ---------------------- | --------------------------------------------------------------------- | ------- |
| 1      | Duitsland GER-1        | André Lange René Hoppe Kevin Kuske Martin Putze                       | 3.36,26 |
| 2      | Rusland RUS-1          | Aleksandr Zoebkov Roman Oreshnikov Dmitry Trunenkov Dmitry Stepushkin | +2,02 s |
| 3      | Duitsland GER-3        | Matthias Hoepfner Ronny Listner Alex Mann Thomas Poege                | +2,59 s |
| 4      | Duitsland GER-2        | Thomas Florschütz Christoph Heyder Enrico Kühn Mirko Paetzold         | +2,81 s |
| 5      | Zwitserland SUI-1      | Ivo Rueegg, Tommy Herzog Roman Handschin Cédric Grand                 | +2,95 s |
| 6      | Verenigde Staten USA-1 | Steven Holcomb Pavle Jovanovic Steve Mesler Curtis Tomasevicz         | +3,26 s |

## Vrouwen

### Tweemansbob
Datum: 16 februari 2008

Vijfentwintig teams stonden ingeschreven en 23 teams deden uiteindelijk mee. Eén team trok zich terug na de eerste run en nog een na de tweede run. Twee teams haalden de finish in de vierde run niet. Opnieuw ging de titel naar Duitsland. Voor de derde keer op rij was Sandra Kiriasis de sterkste. In 2006 tijdens de Spelen was dit ook al het geval. Het Nederlandse team van Esme Kamphuis en Urta Rozenstruik eindigde als tiende.
| Plaats | Team                      | Bobbers                            | Tijd     |
| ------ | ------------------------- | ---------------------------------- | -------- |
| 1      | Duitsland GER-1           | Sandra Kiriasis Romy Logsch        | 3.49,5   |
| 2      | Duitsland GER-2           | Cathleen Martini Janine Tischer    | + 0,26 s |
| 3      | Duitsland GER-3           | Claudia Schramm Nicole Herschmann  | + 1,32 s |
| 4      | Canada CAN-1              | Helen Upperton Jennifer Helen      | + 2,59 s |
| 5      | Canada CAN-2              | Kaillie Humphries Shelly-Ann Brown | +3,03 s  |
| 6      | Verenigd Koninkrijk GBR-1 | Nicola Minichiello Lauren Therin   | +3,76 s  |

## Combinatie
Datum: 18 februari 2008

Het was de tweede keer dat dit onderdeel op het programma stond en opnieuw waren de Duitsers de sterkste.
| Plaats | Team                | Bobbers | Tijd     |
| ------ | ------------------- | --- | -------- |
| 1      | Duitsland           | Tweemansbob mannen Matthias Höpfner, Alexander Mann Tweemansbob vrouwen Sandra Kiriasis, Berit Wiacker Skeleton Sebastian Haupt, Anja Huber                      | 3.57,2   |
| 2      | Canada              | Tweemansbob mannen Lyndon Rush, Nathan Cross Tweemansbob vrouwen Kaillie Humphries, Jenni Hucul Skeleton Jon Montgomery, Michelle Kelly                          | + 1,78 s |
| 3      | Verenigde Staten    | Tweemansbob mannen Steven Holcomb, Curtis Tomasevicz Tweemansbob vrouwen Erin Pac, Emily Azevedo Skeleton Zach Lund, Katie Uhlaender                             | + 1,87 s |
| 4      | Verenigd Koninkrijk | Tweemansbob mannen John James Jackson, James Devlin Tweemansbob vrouwen Nicola Minichiello, Joanne John Skeleton Anthony Sawyer, Amy Williams                    | +2,31 s  |
| 5      | Rusland             | Tweemansbob mannen Dmitri Abramovitsj, Sergej Proednikov Tweemansbob vrouwen Jana Vinochodova, Svetlana Troenova Skeleton Aleksandr Tretjakov, Victoria Tokovaya | +4,76 s  |
| 6      | Zwitserland         | Tweemansbob mannen Daniel Schmid, Markus Luethi Tweemansbob vrouwen Cora Huber, Jessica Kilian Skeleton Daniel Maechler, Sabina Hafner                           | +5,68 s  |

## Medailleklassement
| Plaats | Land                | Goud | Zilver | Brons | Totaal |
| ------ | ------------------- | ---- | ------ | ----- | ------ |
| 1      | Duitsland           | 5    | 2      | 4     | 11     |
| 2      | Canada              | 0    | 2      | 0     | 2      |
| 3      | Verenigde Staten    | 0    | 1      | 1     | 2      |
| 4      | Rusland             | 0    | 1      | 1     | 2      |
| 5      | Verenigd Koninkrijk | 1    | 0      | 0     | 1      |